# Josif Printesis

Erzbischofswappen von Josif Printezis

Josif Printesis (griechisch Ιωσήφ Πρίντεζης; * 6. Februar 1970 in Posidonia) ist ein griechischer Geistlicher und römisch-katholischer Erzbischof von Naxos, Andros, Tinos und Mykonos sowie Apostolischer Administrator des Bistums Chios.

## Leben
Josif Printesis wuchs in Vissa und Posidonia auf, wo er die Grundschule besuchte. Nach dem Abschluss am Gymnasium in Ano Syros ging er 1987 in die USA. Printesis studierte Philosophie und Katholische Theologie am Saint John’s Seminary in Boston, wo er 1991 mit einer Arbeit über Platons Mäeutik einen Bachelor erwarb. 1995 folgte ein Master im Fach Katholische Theologie mit Spezialisierung in Kanonischem Recht. Am 15. Juli 1995 empfing er das Sakrament der Priesterweihe für das Bistum Syros.
Von 1995 bis 1999 war Josif Printesis als Seelsorger in Pagos tätig, bevor er Pfarrvikar der Pfarrei St. Georg in Ano Syros wurde. Zudem engagierte er sich in der Jugendpastoral und war bis 2006 persönlicher Sekretär des Bischofs von Syros, Frangiskos Papamanolis OFMCap. 2004 wurde Printesis Pfarrvikar in Vari und 2014 zusätzlich in Vissa. Seit 2017 war er Pfarrer der Kathedrale St. Georg in Ano Syros. Neben seinen seelsorglichen Aufgaben war Printesis seit 1997 Richter am interdiözesanen Kirchengericht zweiter Instanz und seit 2001 Religionslehrer an mehreren öffentlichen Schulen sowie seit 2017 Präsident der nationalen liturgischen Kommission.
Am 25. Januar 2021 ernannte ihn Papst Franziskus zum Erzbischof von Naxos, Andros, Tinos und Mykonos sowie zum Apostolischen Administrator des Bistums Chios. Der emeritierte Erzbischof von Naxos, Andros, Tinos und Mykonos, Nikolaos Printesis, spendete ihm am 23. Mai desselben Jahres in der Kathedrale Unserer Lieben Frau vom Rosenkranz in Xinara die Bischofsweihe; Mitkonsekratoren waren der Erzbischof von Athen, Sevastianos Rossolatos, und der Bischof von Syros, Petros Stefanou. Sein Wahlspruch Ἐμοὶ γὰρ τὸ ζῆν Χριστὸς („Für mich ist Christus das Leben“) stammt aus Phil 1,21 . Seit 27. Mai 2021 ist Josif Printesis zudem Generalsekretär der Bischofskonferenz der Römisch-katholischen Kirche in Griechenland.